# Comparchonnier
Les comparchonniers, ou comparsonniers, étaient des mineurs de charbon à la fin du Moyen Âge en Belgique, travaillant sur des terres appartenant à des seigneurs et leur versant une redevance appelée le droit d'entrecens ou travaillant sur leurs propres terres.
Parmi les « comparchonniers », on retrouvait de simples mineurs, mais aussi des marchands et nobles, les « arniers », propriétaires du gisement concerné, ainsi des apporteurs de capitaux extérieurs au chantier.
Progressivement les rentiers les mieux nantis ont pris le pas sur les autres catégories sociales intéressées à l'exploitation minière. Le droit des propriétaires sur les gisements ainsi que les comparchonnages donnèrent une grande impulsion à l'industrie charbonnière, une série d'effets pervers en fit une entrave au développement: moyens limités, entreprises étriquées et routinières, pillage du sous-sol, chicane juridique dans l'imbroglio des droits et exploitations concurrentes, manque de formation professionnelle.